# Orchidee selvatiche in Italia
Le orchidee selvatiche in Italia comprendono 29 generi e 190 tra specie e sottospecie .
La quasi totalità delle specie sono piante geofite con l'eccezione di Liparis loeselii, Malaxis paludosa e Spiranthes aestivalis che possono essere considerate piante epifite in quanto si sviluppano su tappeti di muschi e sfagni o nelle torbiere.
N.B. L'elenco che segue è stato compilato sulla base del libro  Orchidee d'Italia. Guida alle orchidee spontanee, Il Castello, 2009.

Alcune delle entità in esso presenti non sono attualmente riconosciute da Plants of the World Online, la fonte di riferimento tassonomico per le piante adottata dalla versione italiana di Wikipedia. Tali entità sono contrassegnate con * e per ciascuna di esse viene indicata nelle note la nomenclatura attualmente ritenuta valida.

## Anacamptis

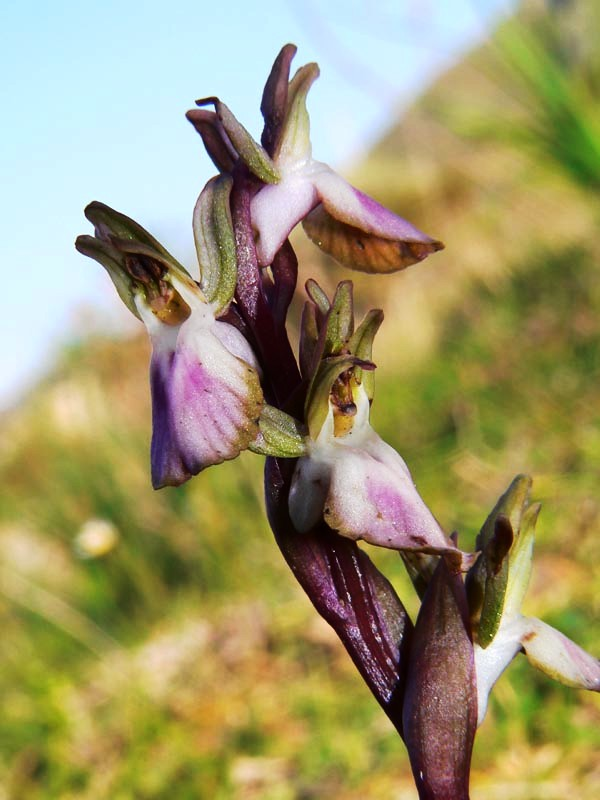
Anacamptis collina

- Anacamptis collina (Banks & Sol. ex Russel) R.M.Bateman, Pridgeon & M.W.Chase, 1997)
- Anacamptis coriophora (L.) R.M.Bateman, Pridgeon & M.W.Chase, 1997
  - Anacamptis coriophora subsp. coriophora (L.) R.M.Bateman, Pridgeon & M.W.Chase, 1997
  - Anacamptis coriophora subsp. fragrans (Pollini) R.M.Bateman, Pridgeon & M.W.Chase, 1997 *[vedi nota 1]
- Anacamptis laxiflora (Lam.) R.M.Bateman, Pridgeon & M.W.Chase, 1997
- Anacamptis longicornu (Poir.) R.M.Bateman, Pridgeon & M.W.Chase, 1997 *[vedi nota 2]
- Anacamptis morio (L.) R.M.Bateman, Pridgeon & M.W.Chase, 1997
- Anacamptis palustris (Jacq.) R.M.Bateman, Pridgeon & M.W.Chase, 1997
- Anacamptis papilionacea (L.) R.M.Bateman, Pridgeon & M.W.Chase, 1997
- Anacamptis pyramidalis (L.) Rich., 1817
  - Anacamptis pyramidalis subsp. serotina Presser, 2007 *[vedi nota 3]

## Cephalanthera

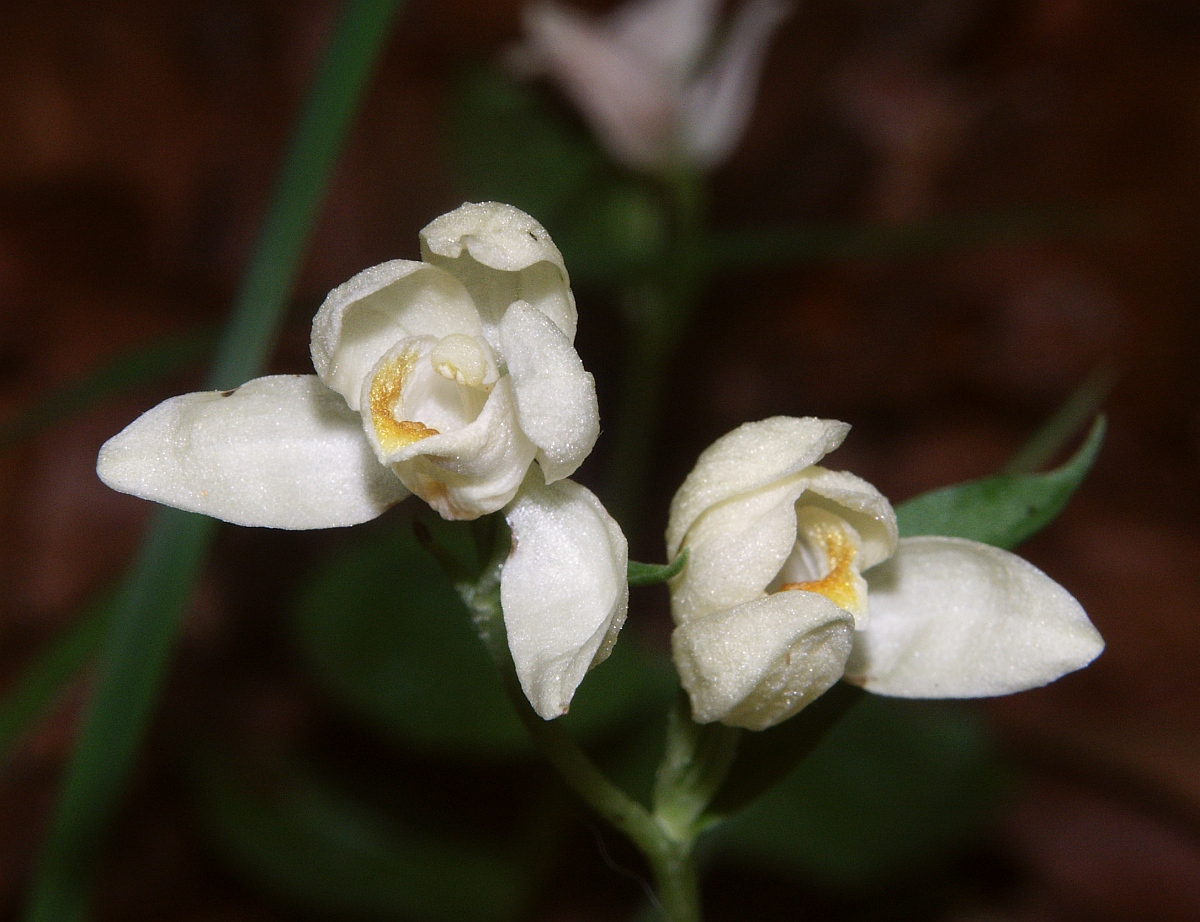
Cephalanthera damasonium

- Cephalanthera damasonium (Mill.) Druce, 1906
- Cephalanthera longifolia (L.) Fritsch, 1888
- Cephalanthera rubra (L.) Rich., 1817

## Chamorchis
- Chamorchis alpina (L.) Rich., 1817

## Corallorhiza
- Corallorhiza trifida Châtel., 1760

## Cypripedium

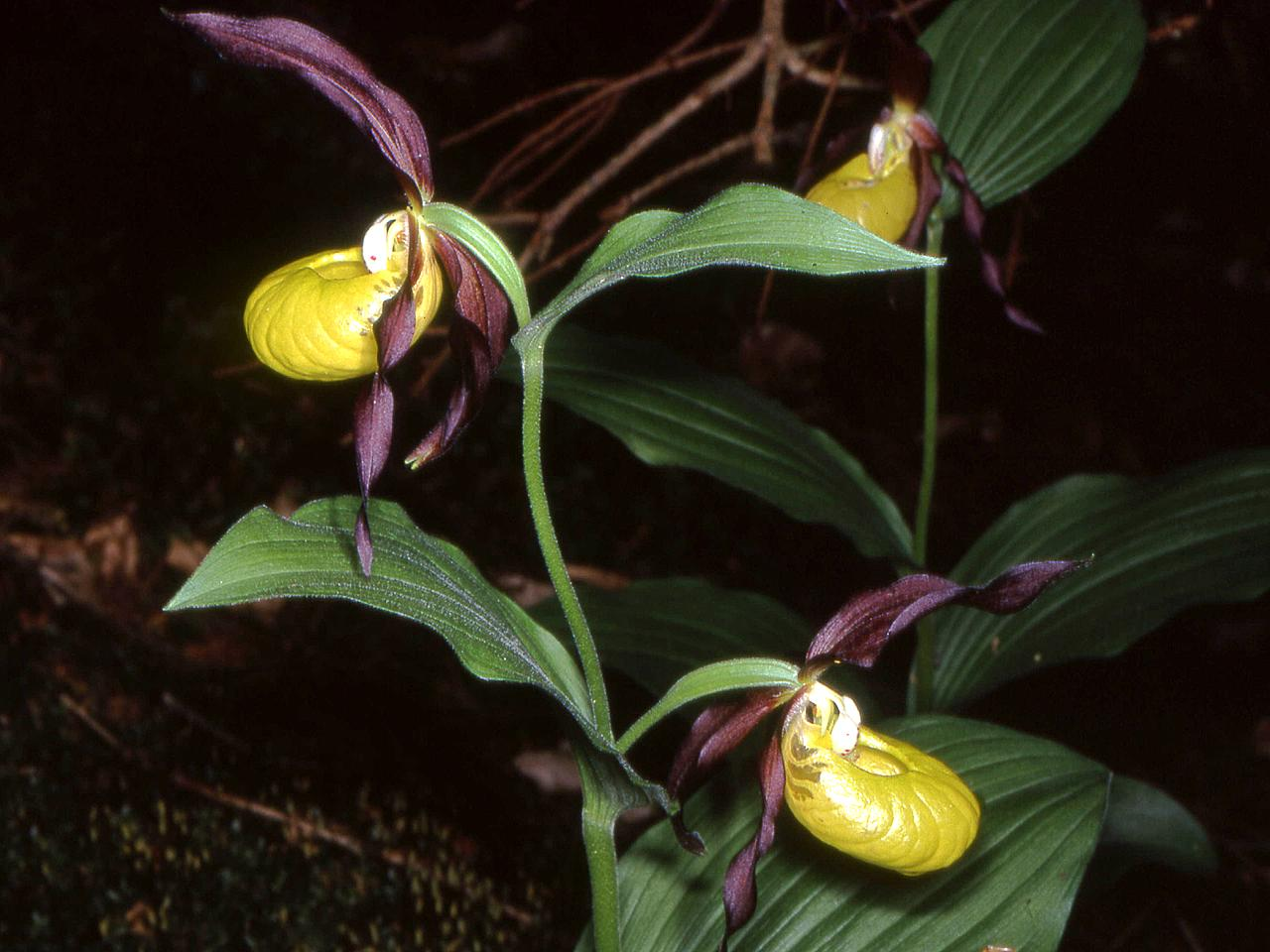
Cypripedium calceolus

- Cypripedium calceolus L., 1753

## Dactylorhiza

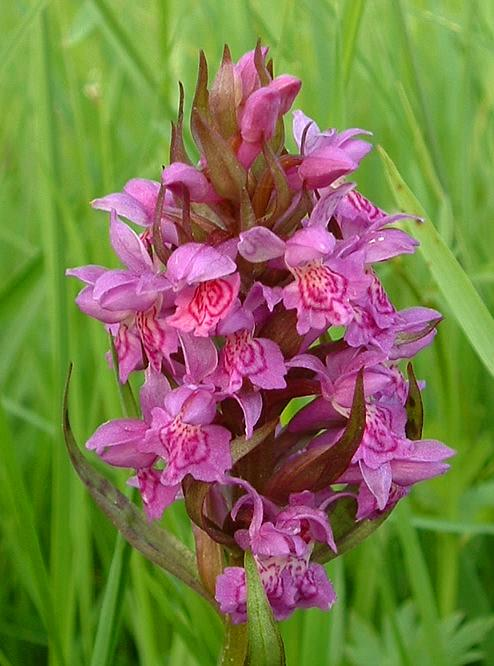
Dactylorhiza majalis

- Dactylorhiza elata (Poir.) Soó, 1962 (sottospecie nominale non presente in Italia)
  - Dactylorhiza elata subsp. sesquipedalis  (Willd.) Soó, 1962
- Dactylorhiza incarnata (L.) Soó, 1962
  - Dactylorhiza incarnata subsp. incarnata (L.) Soó, 1962
  - Dactylorhiza incarnata subsp. cruenta (O.F.Müll.) P.D.Sell, 1967
- Dactylorhiza insularis  (Sommier) Ó.Sánchez & Herrero, 2005
- Dactylorhiza lapponica (Laest. ex Hartm.) Soó, 1962 (sottospecie nominale non presente in Italia)
  - Dactylorhiza lapponica subsp. rhaetica H.Baumann & R.Lorenz, 2005 * [vedi nota 4]
- Dactylorhiza maculata (L.) Soó, 1962
  - Dactylorhiza maculata subsp. maculata (L.) Soó, 1962
  - Dactylorhiza maculata subsp. fuchsii (Druce ex Soó) Hyl., 1966 * [vedi nota 5]
  - Dactylorhiza maculata subsp. saccifera (Brongniart) Soó, 1962 * [vedi nota 6]
- Dactylorhiza majalis (Rchb.) P.F. Hunt & Summerh, 1965
  - Dactylorhiza majalis subsp. alpestris (Pugsley) Wucherpf., 2003 * [vedi nota 7]
- Dactylorhiza romana (Sebast.) Soó, 1962
  - Dactylorhiza romana subsp. romana (Sebast.) Soó, 1962
  - Dactylorhiza romana subsp. markusii (Tineo) Holub * [vedi nota 8]
- Dactylorhiza sambucina (L.) Soó, 1962
- Dactylorhiza traunsteineri (Saut. ex Rchb.) Soó, 1962
- Dactylorhiza viridis (L.) R.M.Bateman, Pridgeon & M.W.Chase

## Epipactis

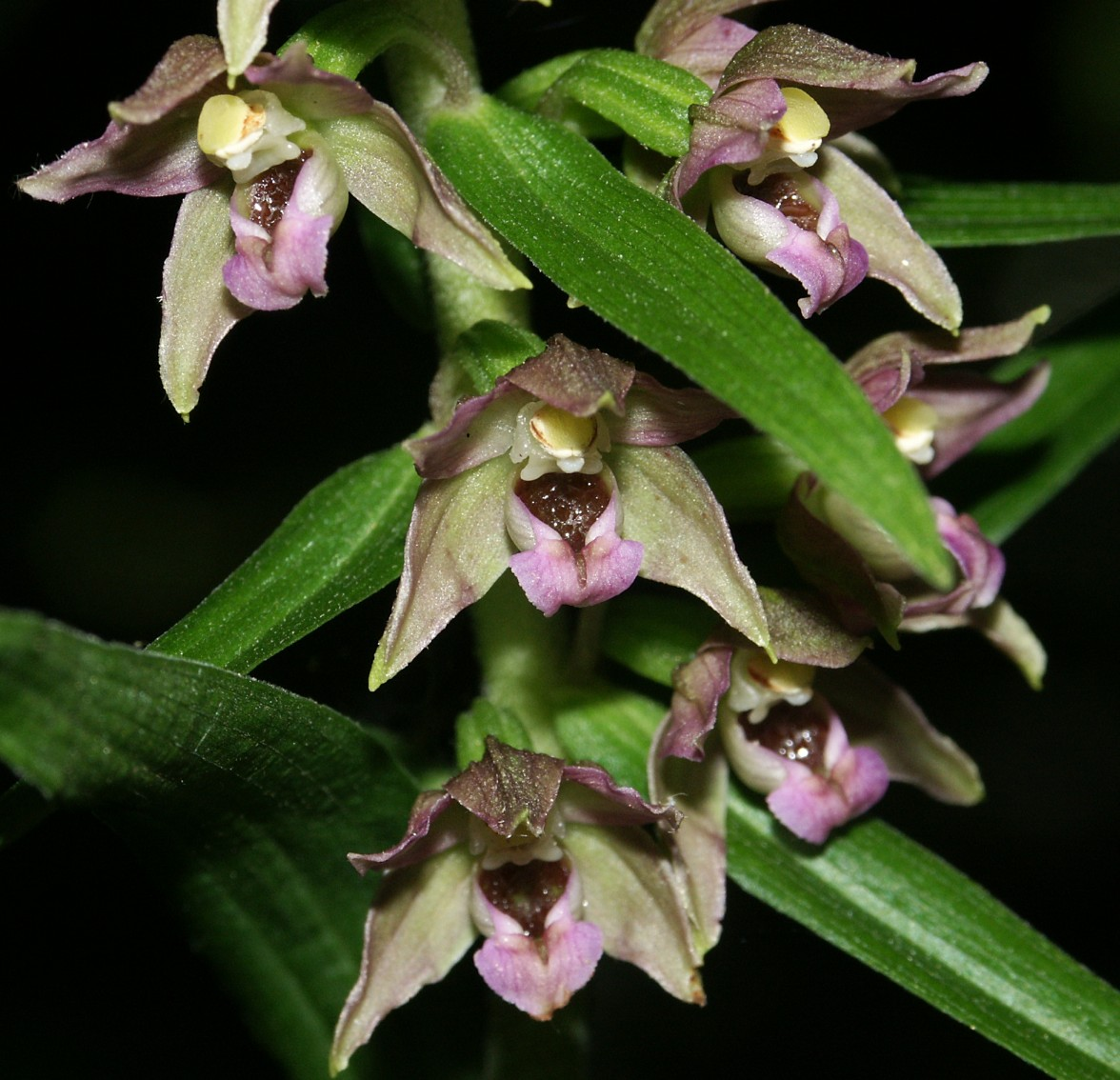
Epipactis helleborine

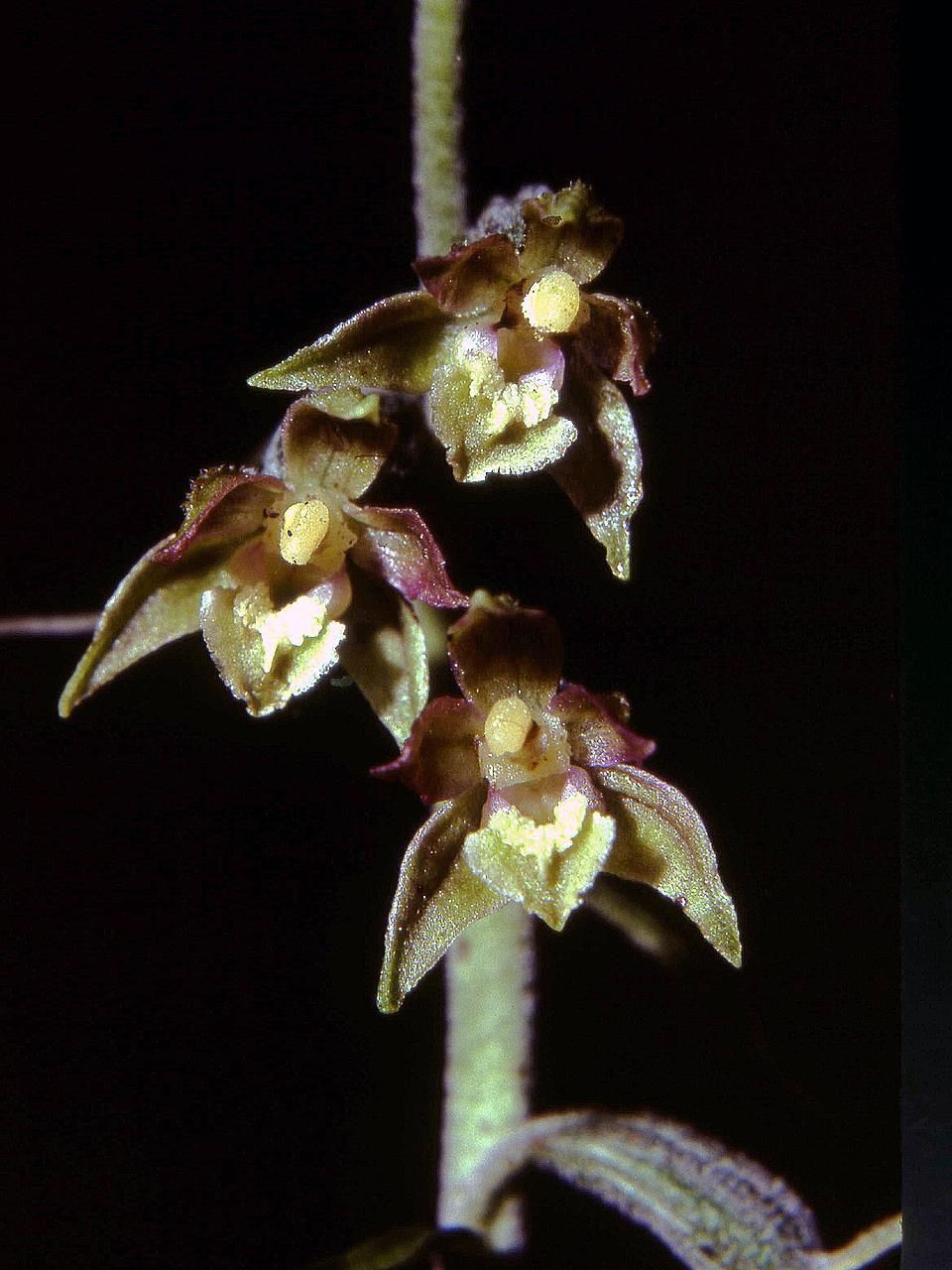
Epipactis microphylla

- Epipactis atrorubens (Hoffm.) Besser, 1809
- Epipactis autumnalis Doro, 2007
- Epipactis greuteri H.Baumann & Künkele, 1981
  - Epipactis greuteri subsp. flaminia (P.R.Savelli & Aless.) H.Bauman, Künkele & R.Lorenz *[vedi nota 9]
- Epipactis helleborine (L.) Crantz, 1769
  - Epipactis helleborine subsp. helleborine (L.) Crantz, 1769
  - Epipactis helleborine subsp. aspromontana (Bartolo, Pulv. & Robatsch) H.Baumann & R.Lorenz, 2005 * [vedi nota 10]
  - Epipactis helleborine subsp. latina W.Rossi & E.Klein, 1987
  - Epipactis helleborine subsp. orbicularis (K.Richt.) E.Klein, 1997
  - Epipactis helleborine subsp. schubertiorum (Bartolo, Pulv. & Robatsch) Kreutz, 2004
  - Epipactis helleborine subsp. tremolsii (Pau) E. Klein, 1979 * [vedi nota 11]
- Epipactis ioessa Bongiorni, De Vivo, Fori & Romolini, 2007
- Epipactis leptochila (Godfery) Godfery, 1921
- Epipactis meridionalis H.Baumann & R.Lorenz, 1988
- Epipactis microphylla (Ehrh.) Sw., 1800
- Epipactis muelleri Godfery, 1921
- Epipactis nordeniorum Robatsch, 1991
  - Epipactis nordeniorum  subsp. maricae Croce, Bongiorni, De Vivo & Fori, 2011 * [vedi nota 12]
- Epipactis palustris (L.) Crantz, 1769
- Epipactis persica (Soò) Nannf., 1946 (sottospecie nominale non presente in Italia)
  - Epipactis persica subsp. gracilis (B.Baumann & H.Baumann) W.Rossi, 1990 * [vedi nota 13]
  - Epipactis persica subsp. pontica (Taubenhaim) H. Baumann & R.Lorenz, 2005 * [vedi nota 14]
- Epipactis placentina Bongiorni & Grünanger, 1993
- Epipactis purpurata Sm., 1828
- Epipactis savelliana Bongiorni, De Vivo & Fori, 2007 * [vedi nota 15]
- Epipactis tallosii (sottospecie nominale non presente in Italia)
  - Epipactis tallosii subsp. zaupolensis Barbaro e Kreuz, 2007
- Epipactis thesaurensis Agrezzi, Ovatoli & Bongiorni, 2007 * [vedi nota 16]

## Epipogium
- Epipogium aphyllum (Schmidt) Sw., 1814

## Gennaria

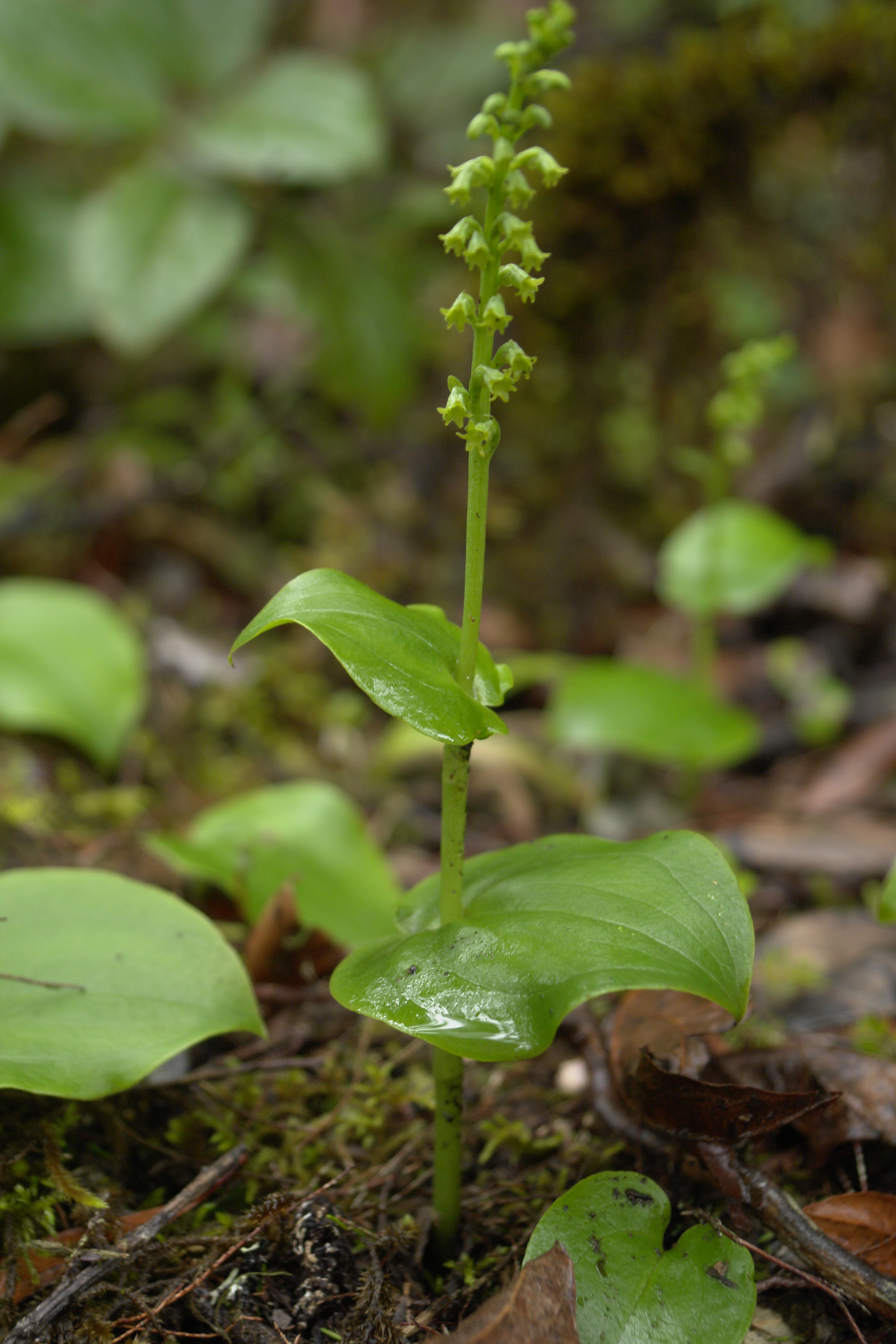
Gennaria diphylla

- Gennaria diphylla (Link) Parl.

## Goodyera
- Goodyera repens (L.) R.Br., 1813

## Gymnadenia
- Gymnadenia conopsea (L.) R.Br., 1813
- Gymnadenia odoratissima (L.) Rich., 1817

## Herminium
- Herminium monorchis (L.) R. Br, 1813

## Himantoglossum
- Himantoglossum adriaticum H. Baumann
- Himantoglossum hircinum (L.) Spreng., 1826
- Himantoglossum robertianum (Loisel.) P.Delforge

## Limodorum

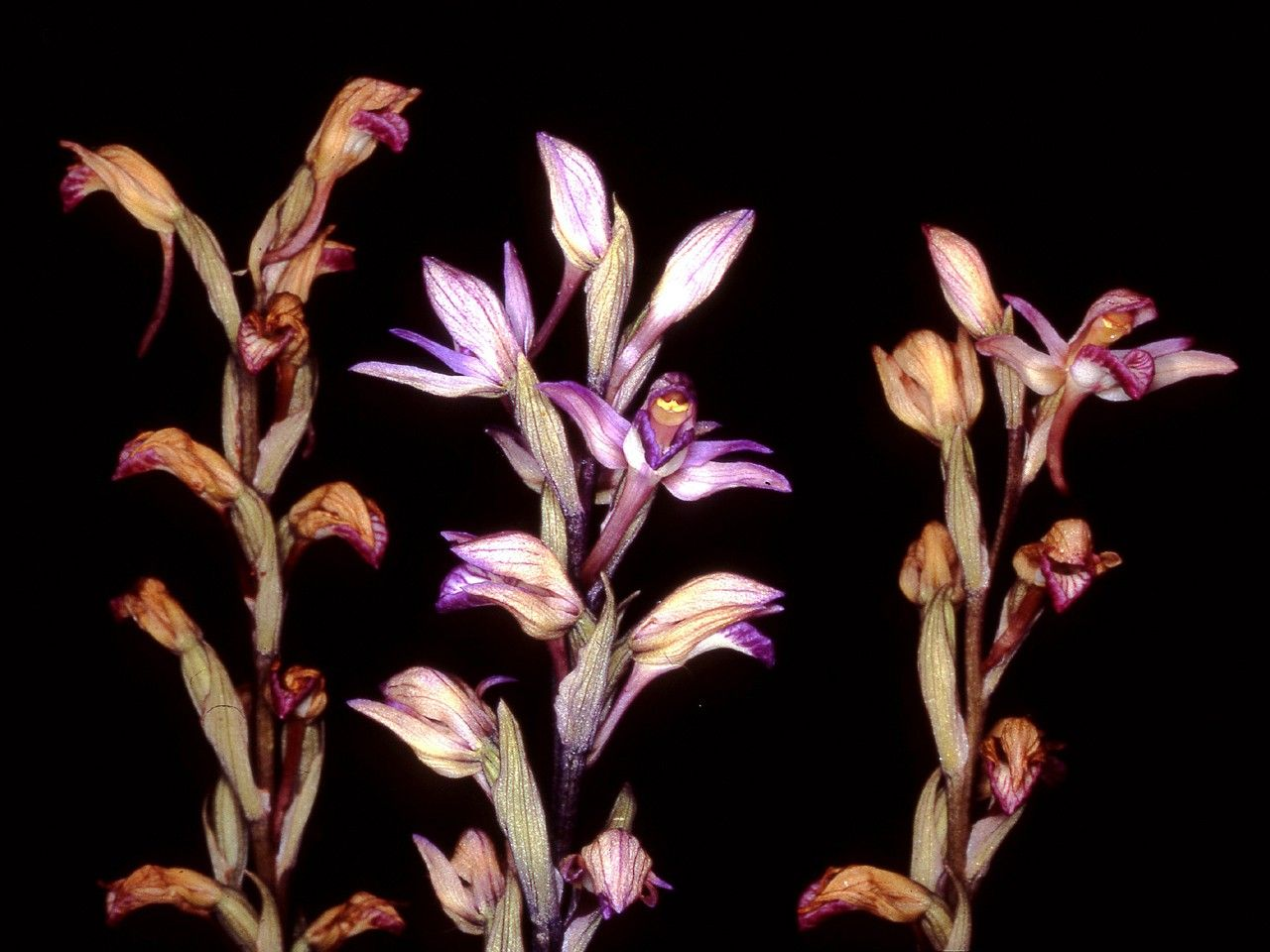
Limodorum abortivum

- Limodorum abortivum (L.) Sw., 1799
- Limodorum brulloi Bartolo & Pulvirenti, 1993 * [vedi nota 17]
- Limodorum trabutianum Batt., 1886

## Liparis
- Liparis loeselii (L.) Rich., 1817

## Listera
- Listera cordata (L.) R.Br., 1813 * [vedi nota 18]
- Listera ovata  (L.) R.Br., 1813 * [vedi nota 19]

## Malaxis
- Malaxis monophyllos  (L.) Sw., 1800
- Malaxis paludosa  (L.) Sw., 1800 * [vedi nota 20]

## Neotinea

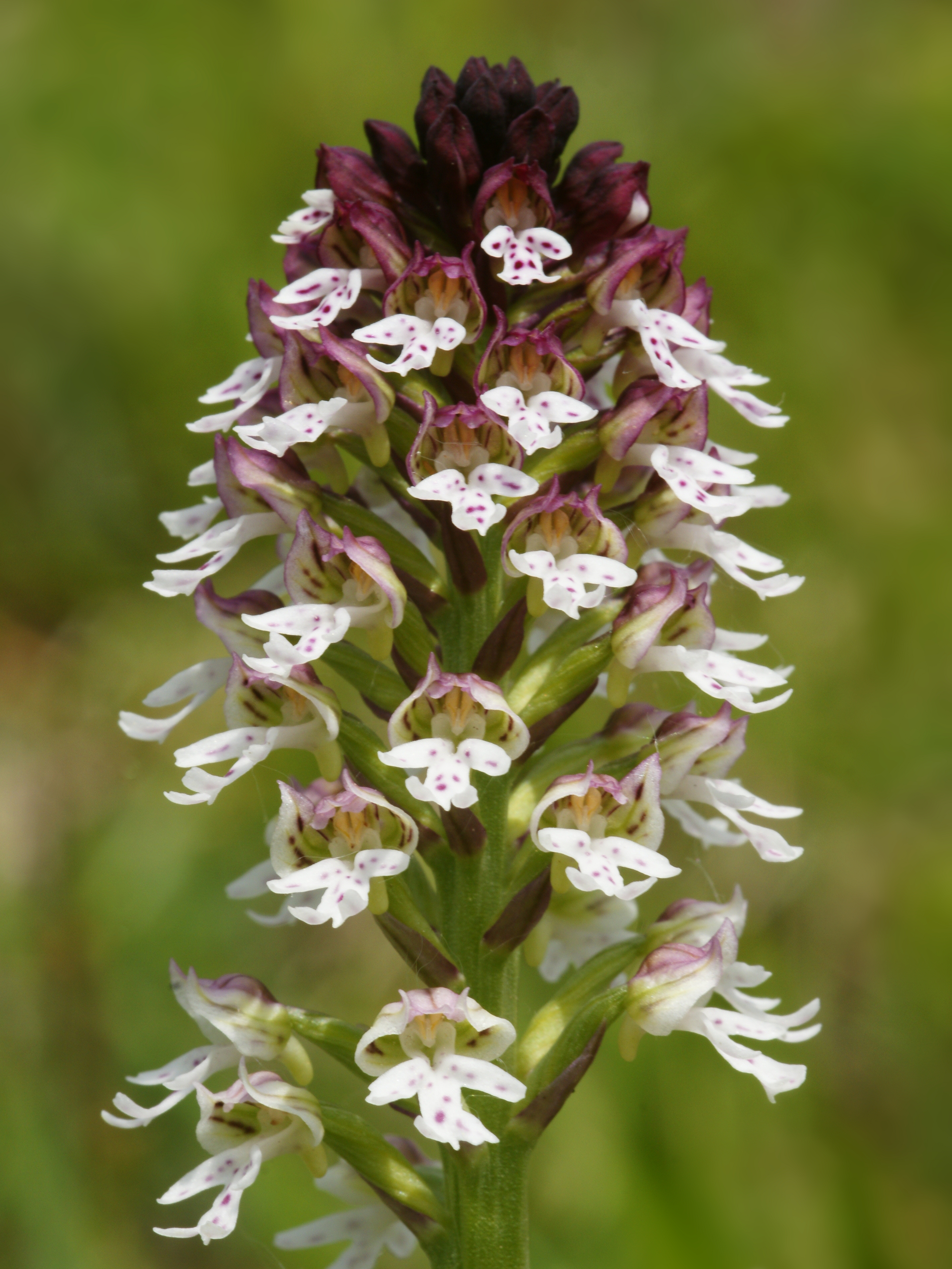
Neotinea ustulata

- Neotinea commutata (Tod.) R.M. Bateman, 2003
- Neotinea lactea (Poir.) R.M.Bateman, Pridgeon & M.W.Chase, 1997
- Neotinea maculata (Desf.) Stern, 1975
- Neotinea tridentata (Scop.) R.M. Bateman, Pridgeon & M.W.Chase, 1997
- Neotinea ustulata (L.) R.M. Bateman, Pridgeon & M.W.Chase, 1997
  - Neotinea ustulata var. aestivalis Kümpel & Mrkvicka (1988)

## Neottia
- Neottia nidus-avis (L.) Rich., 1817

## Nigritella
- Nigritella corneliana (Beauverd) Gölz & H.R.Reinhard, 1986 * [vedi nota 21]

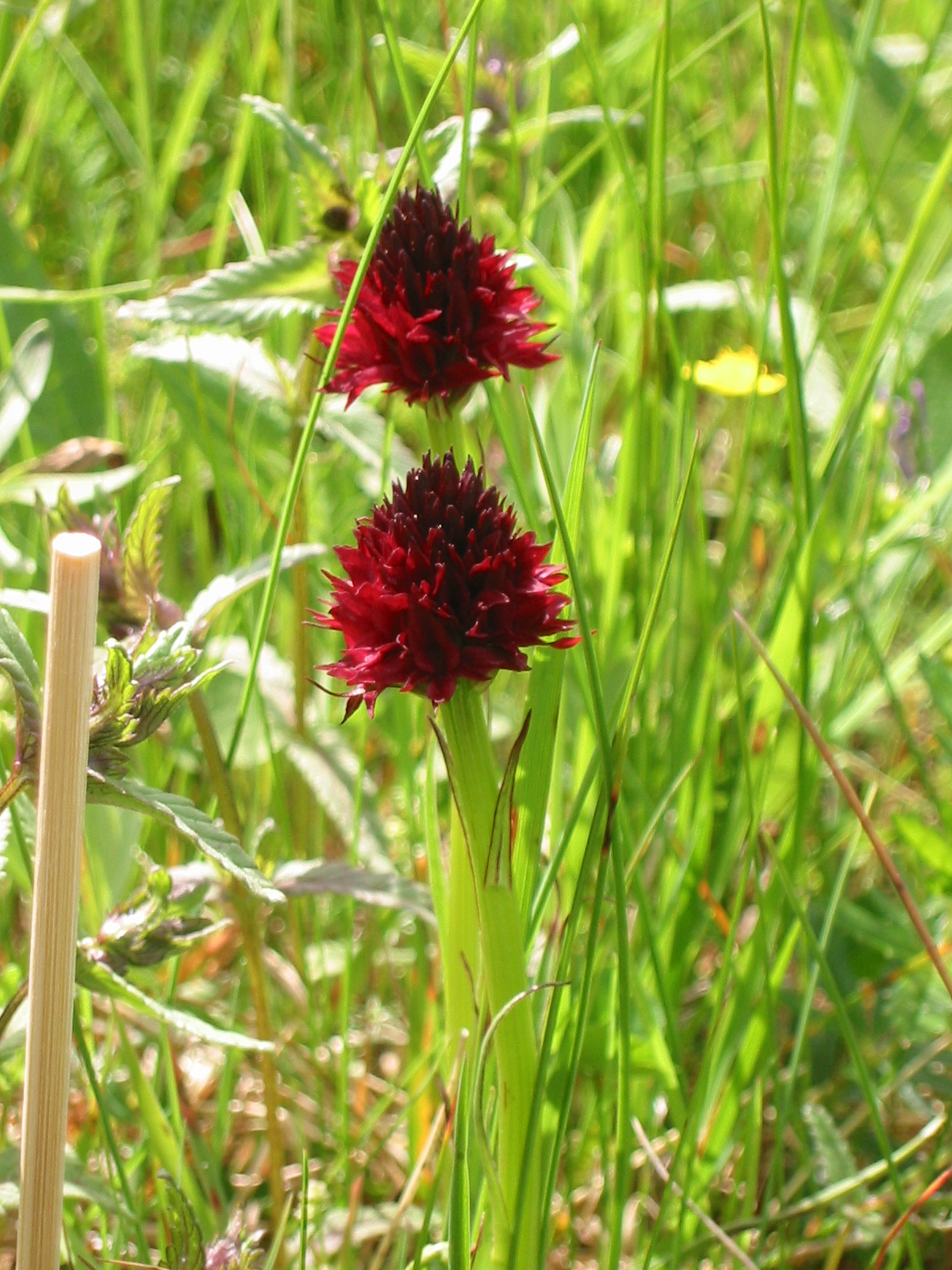
Nigritella nigra

- Nigritella nigra (L.) Rchb. f., 1908 * [vedi nota 22]
  - Nigritella nigra subsp. austriaca Teppner & E.Klein, 1990 * [vedi nota 23]
  - Nigritella nigra subsp. rhellicani (Teppner & E.Klein) H.Baumann, Künkele & R.Lorenz, 2004 * [vedi nota 24]
- Nigritella rubra (Wettst) K.Richt., 1890 * [vedi nota 25]
  - Nigritella rubra subsp. buschmanniae (Teppner & Ster) H.Baumann & R.Lorenz, 2005 * [vedi nota 26]
  - Nigritella rubra subsp. widderi (Teppner & E.Klein) H.Baumann & R.Lorenz, 2005 * [vedi nota 27]

## Ophrys
- Ophrys apifera Huds., 1762

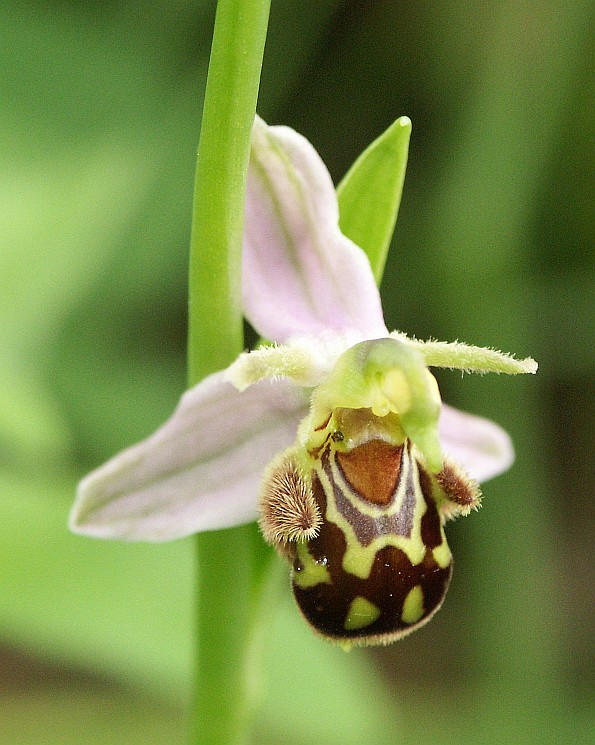
Ophrys apifera

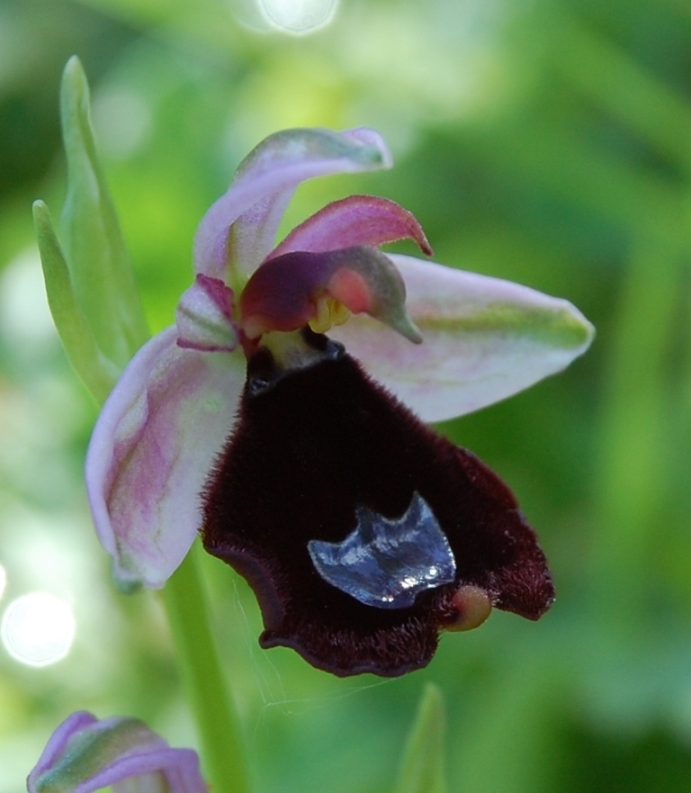
Ophrys bertolonii

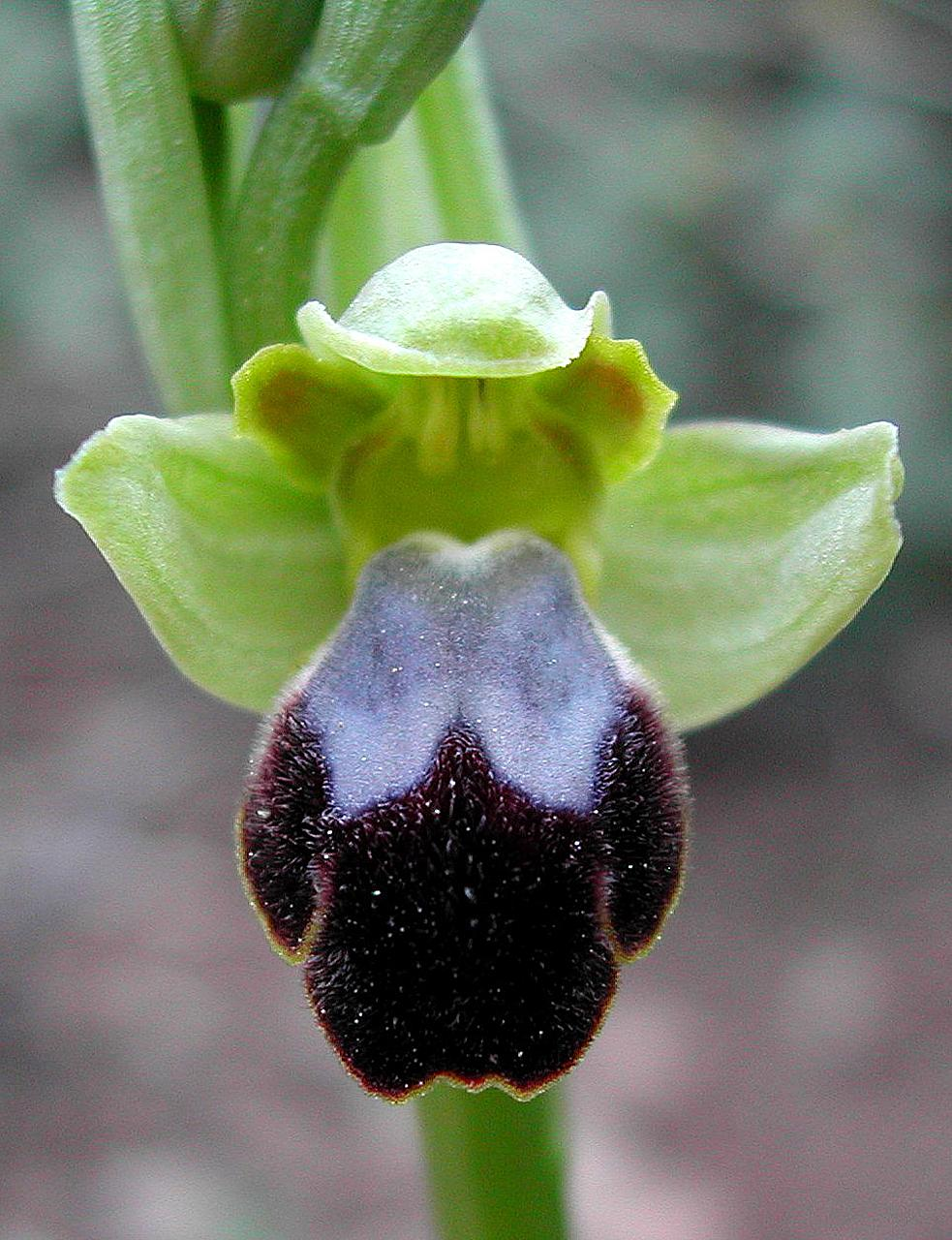
Ophrys fusca

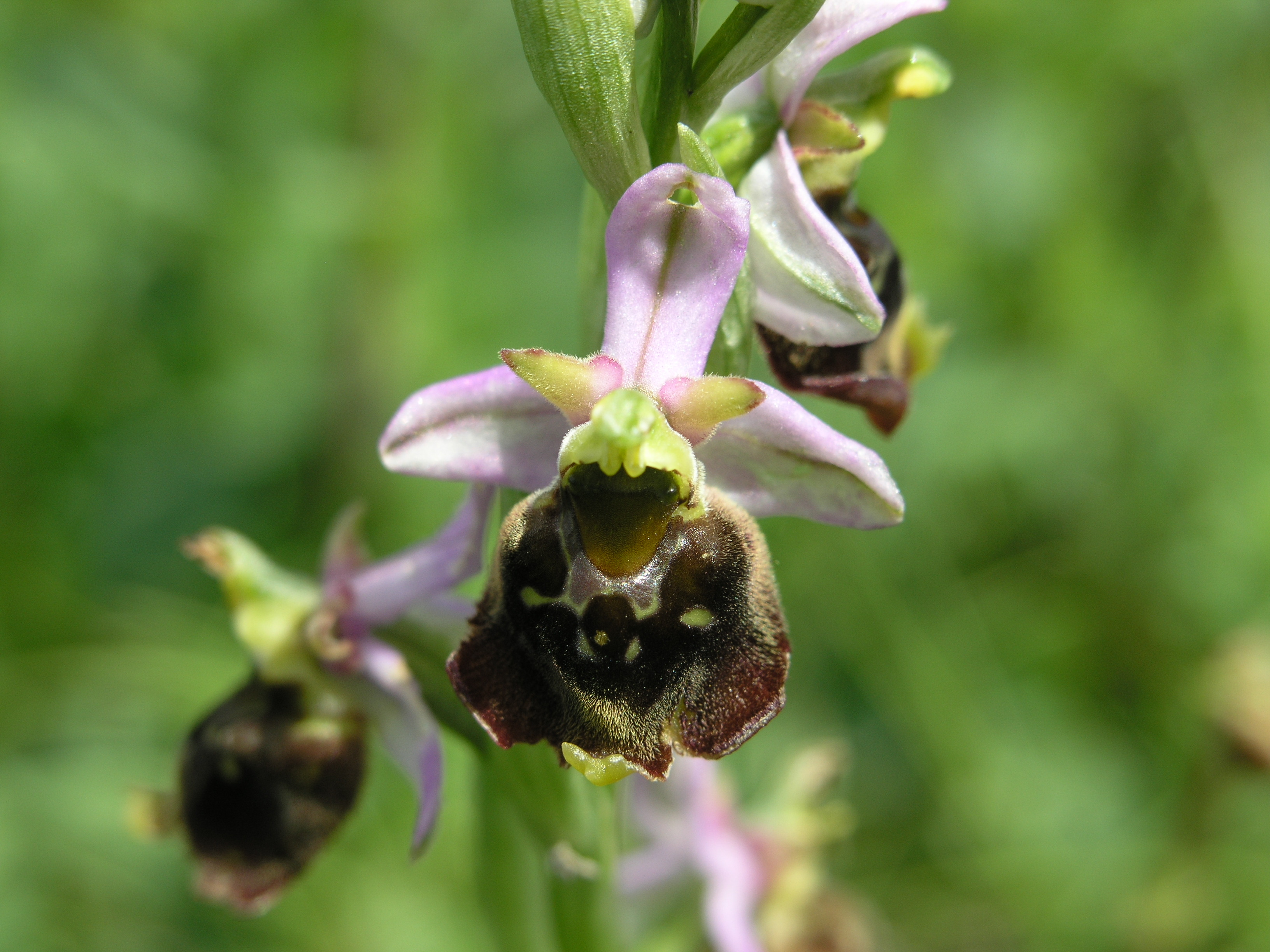
Ophrys holosericea

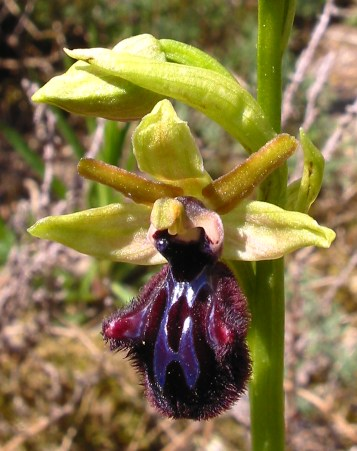
Ophrys incubacea

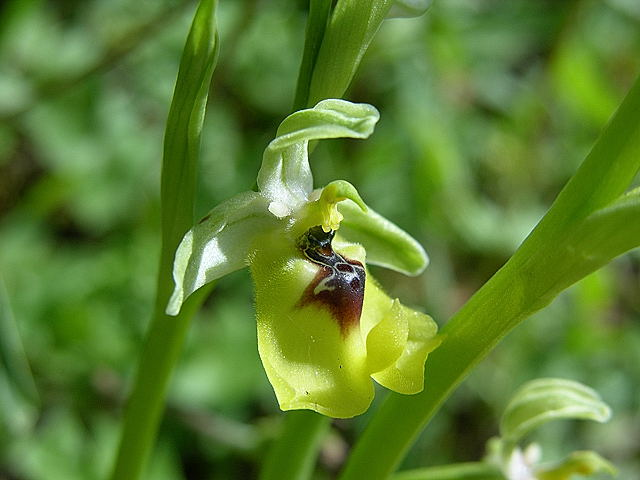
Ophrys lacaitae

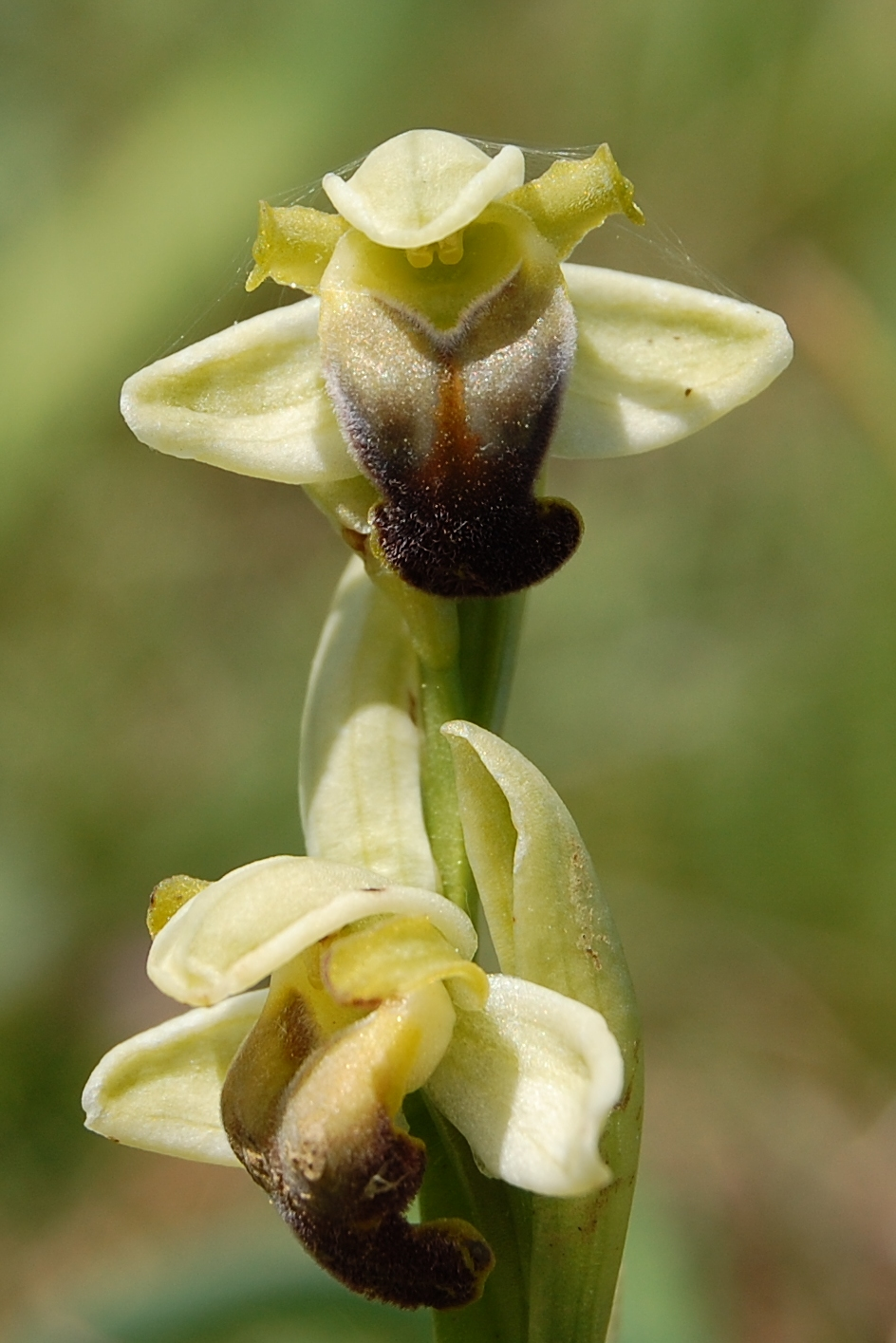
Ophrys pallida

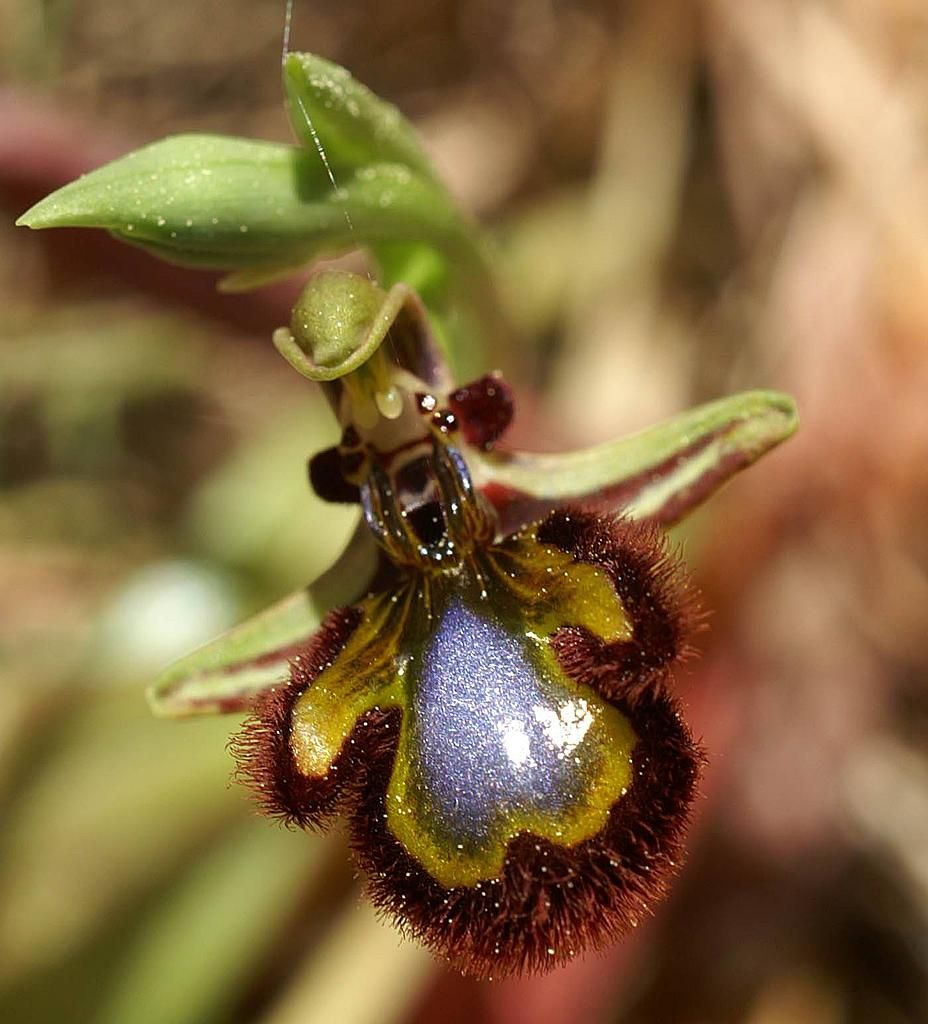
Ophrys speculum

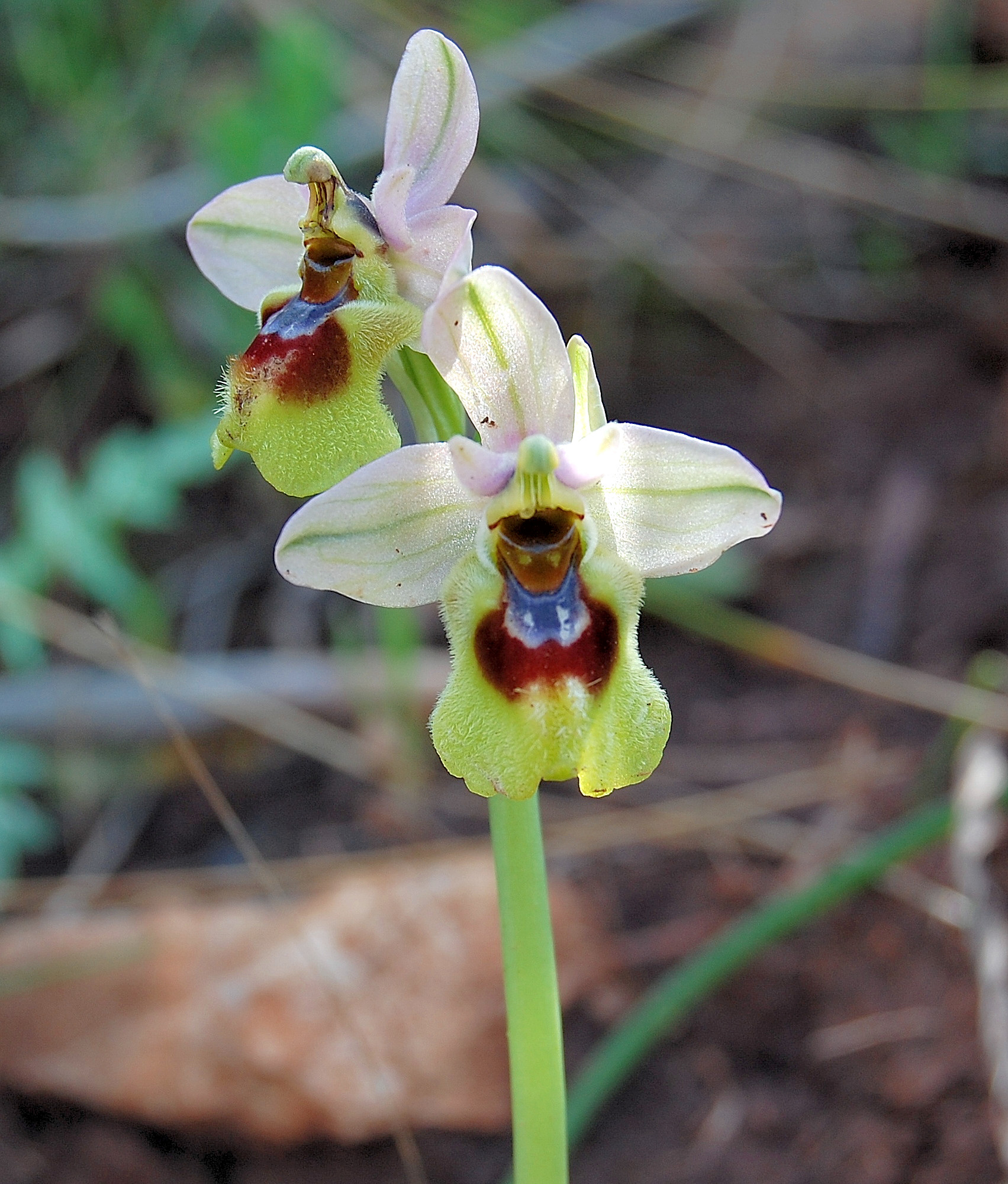
Ophrys tenthredinifera

- Ophrys appennina Romolini & Soca, 2011 [2] * [vedi nota 28]
- Ophrys araneola Rchb., 1831 * [vedi nota 29]
  - Ophrys araneola subsp. araneola Rchb., 1831
  - Ophrys araneola subsp. virescens (Philippe ex Gren.) Kreutz, 2004 * [vedi nota 30]
- Ophrys argentaria Devillers-Tersch. & Devillers, 1991 * [vedi nota 31]
- Ophrys argolica Fleishm., 1919 (sottospecie nominale non presente in Italia) 
  - Ophrys argolica subsp. biscutella (O.Danesh & E.Danesh) Kreutz, 2004
  - Ophrys argolica subsp. crabronifera (Sebast. & Mauri) Faurh., 2002
  - Ophrys argolica subsp. pollinensis (O.Danesh & E.Danesh) Kreutz, 2004 * [vedi nota 32]
- Ophrys bertolonii  Moretti, 1823
  - Ophrys bertolonii subsp. bertolonii  Moretti, 1823
  - Ophrys bertolonii subsp. benacensis (Reisigl) P. Delforge, 1982 * [vedi nota 33]
  - Ophrys bertolonii subsp. bertoloniiformis (O.Danesh & E.Danesh) H.Sund., 1980 * [vedi nota 34]
  - Ophrys bertolonii subsp. drumana (P.Delforge) Kreutz, 2004 * [vedi nota 35]
  - Ophrys bertolonii subsp. explanata (Lojac.) Soca, 2001 * [vedi nota 36]
- Ophrys bombyliflora Link, 1799
- Ophrys candica (E.Nelson ex Soò) H.Baumann & Kunkele, 1981 * [vedi nota 37]
- Ophrys cinnabarina Romolini & Soca, 2011 [2] * [vedi nota 38]
- Ophrys exaltata Ten.,1819 * [vedi nota 39]
  - Ophrys exaltata subsp. exaltata Ten.,1819
  - Ophrys exaltata subsp. arachnitiformis (Gren. & Philippe) Del Prete, 1984 * [vedi nota 40]
  - Ophrys exaltata subsp. archipelagi (Goelz & Rheinhard) Del Prete, 1988 * [vedi nota 41]
  - Ophrys exaltata subsp. mateolana Medagli, D'Emerico, Bianchi & Ruggiero * [vedi nota 42]
  - Ophrys exaltata subsp. montis-leonis (O.Danesh & E.Danesh) Soca, 2002 * [vedi nota 43]
  - Ophrys exaltata subsp. morisii (Martelli) Del Prete, 1984  * [vedi nota 44]
- Ophrys fusca Link, 1800
  - Ophrys fusca subsp. fusca Link, 1800
  - Ophrys fusca subsp. caesiella (P.Delforge) Kreutz, 2004 * [vedi nota 45]
  - Ophrys fusca subsp. funerea (Viv.) Arcang., 1882 * [vedi nota 46]
  - Ophrys fusca subsp. lucana (P.Delforge, Devillers-Tersch. & Devillers) Kreutz, 2004 * [vedi nota 47]
  - Ophrys fusca subsp. lucifera (Devillers-Tersch. & Devillers) Kreutz, 2004 * [vedi nota 48]
  - Ophrys fusca subsp. marmorata (G.Foelsche & W.Foelsche) Kreutz, 2004 * [vedi nota 49]
  - Ophrys fusca subsp. obaesa (Lojac.) E.G.Camus & A.Camus, 1928 * [vedi nota 50]
  - Ophrys fusca subsp. ortuabis (M.P.Grasso & Manca) Kreutz, 2004 * [vedi nota 51]
  - Ophrys fusca subsp. sabulosa (Paulus & Gack ex Delforge) Kreutz, 2004 * [vedi nota 52]
- Ophrys holosericea (Burm. f.) Greuter, 1967 * [vedi nota 53]
  - Ophrys holosericea subsp. holosericea (Burm. f.) Greuter, 1967
  - Ophrys holosericea subsp. annae (J.Devillers-Terschuren & P.Devillers) H.Baumann, Giotta, Künkele, R.Lorenz & Piccitto, 1995 * [vedi nota 54]
  - Ophrys holosericea subsp. apulica (O. Danesch & E. Danesch) Buttler, 1986 * [vedi nota 55]
  - Ophrys holosericea subsp. chestermanii J.J. Wood, 1982 * [vedi nota 56]
  - Ophrys holosericea subsp. gracilis (Buel, O. & E.Danesch) Buel, O.Danesch & E.Danesch, 1975 * [vedi nota 57]
  - Ophrys holosericea subsp. linearis (Moggr.) Kreutz, 2004 * [vedi nota 58]
  - Ophrys holosericea subsp. lorenae (E.De Martino & Centur.) Kreutz, 2004 * [vedi nota 59]
  - Ophrys holosericea subsp. parvimaculata (O.Danesch & E.Danesch) O.Danesch & E.Danesch, 1975 * [vedi nota 60]
  - Ophrys holosericea subsp. posidonia (P. Delforge) Kreutz, 2004 * [vedi nota 61]
  - Ophrys holosericea subsp. tetraloniae (W.P. Teschner) Kreutz, 2004 * [vedi nota 62]
- Ophrys incubacea Bianca, 1842 * [vedi nota 63]
  - Ophrys incubacea subsp. incubacea Bianca, 1842
  - Ophrys incubacea subsp. brutia (P.Delforge) Kreutz, 2004 * [vedi nota 64]
- Ophrys insectifera L., 1753
- Ophrys iricolor Desf., 1807 (sottospecie nominale non presente in Italia) 
  - Ophrys iricolor subsp. lojaconoi (P.Delforge) Kreutz, 2004 * [vedi nota 65]
  - Ophrys iricolor subsp. maxima (A.Terracc.) Paulus & Gack, 1995 * [vedi nota 66]
- Ophrys lacaitae Lojac., 1909 * [vedi nota 67]
- Ophrys lunulata Parl., 1838 * [vedi nota 68]
- Ophrys lutea Cav., 1793
  - Ophrys lutea subsp. lutea Cav., 1793
  - Ophrys lutea subsp. minor (Tod.) O. Danesh & E. Danesh, 1975 * [vedi nota 69]
  - Ophrys lutea subsp. phryganae (Devillers-Tersch. & Devillers) Melki, 2000 * [vedi nota 70]
- Ophrys mirabilis Geniez e Melki, 1991 * [vedi nota 71]
- Ophrys normanii J.J.Wood, 1983 * [vedi nota 72]
- Ophrys oxyrrhynchos Tod., 1840 * [vedi nota 73]
  - Ophrys oxyrrhynchos subsp. oxyrrhynchos Tod., 1840
  - Ophrys oxyrrhynchos subsp. biancae (Tod.) Galesi, Cristaudo & Maugeri, 2004 * [vedi nota 74]
  - Ophrys oxyrrhynchos subsp. calliantha (Bartolo & Pulv.) Galesi, Cristaudo & Maugeri, 2004 * [vedi nota 75]
- Ophrys pallida Raf., 1810 * [vedi nota 76]
- Ophrys panattensis Scurgli, A. Cogoni & A. Pessei, 1992 * [vedi nota 77]
- Ophrys passionis Sennen ex Devillers-Tersch. & Devillers, 1994 * [vedi nota 78]
  - Ophrys passionis subsp. passionis Sennen ex Devillers-Tersch. & Devillers, 1994
  - Ophrys passionis subsp. majellensis (Helga Daiss & Herm. Daiss) Romolini & Soca, 2000 * [vedi nota 79]
- Ophrys pinguis Romolini & Soca, 2011 [2] * [vedi nota 80]
- Ophrys promontorii O. Danesh & E. Danesh, 1971 * [vedi nota 81]
- Ophrys scolopax Cav., 1793
  - Ophrys scolopax subsp. scolopax Cav., 1793
  - Ophrys scolopax subsp. conradiae (Melki & Deschâtres) H.Baumann, Giotta, Künkele, R.Lorenz & Piccitto, 1995
  - Ophrys scolopax subsp. cornuta (Steven) E.G.Camus, 1908
  - Ophrys scolopax subsp. picta (Link) Kreutz, 2004 * [vedi nota 82]
  - Ophrys scolopax subsp. santonica (J.M.Mathé & Melki) R.Engel & Pierre Quentin, 1996 * [vedi nota 83]
- Ophrys sipontensis R.Lorentz & Gembardt, 1987 * [vedi nota 84]
- Ophrys speculum Link, 1800
- Ophrys sphegodes Mill., 1768
  - Ophrys sphegodes subsp. sphegodes Mill., 1768
  - Ophrys sphegodes subsp. massiliensis (Viglione & Véla) Kreutz, 2004 * [vedi nota 85]
  - Ophrys sphegodes subsp. panormitana (Tod.) Kreutz, 2004 * [vedi nota 86]
  - Ophrys sphegodes subsp. praecox Corrias, 1983 * [vedi nota 87]
  - Ophrys sphegodes subsp. tarquinia (P. Delforge) Kreutz, 2004 * [vedi nota 88]
  - Ophrys sphegodes subsp. tommasinii (Vis.) Soó, 1971 * [vedi nota 89]
- Ophrys splendida * [vedi nota 90]
- Ophrys subfusca (sottospecie nominale non presente in Italia) 
  - Ophrys subfusca subsp. archimedea (P. Delforge, M. Walravens) Kreutz, 2006 * [vedi nota 91]
  - Ophrys subfusca subsp. flammeola (P.Delforge) Kreutz, 2004 * [vedi nota 92]
  - Ophrys subfusca subsp. laurensis (Geniez & Melki) Kreutz, 2006 * [vedi nota 93]
  - Ophrys subfusca subsp. liveranii Orrù & M.P.Grasso, 2004 * [vedi nota 94]
- Ophrys tardans O.Danesch & E.Danesch, 1972 * [vedi nota 95]
- Ophrys tarentina Gölz & H.R.Reinhard, 1982 * [vedi nota 96]
- Ophrys tenthredinifera Willd., 1805

## Orchis

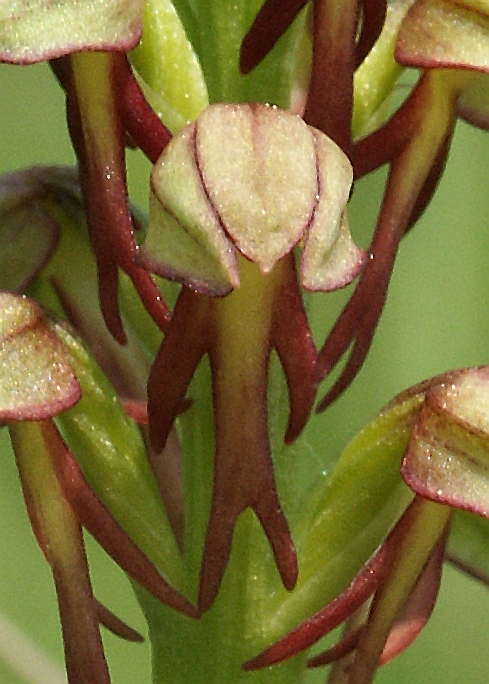
Orchis anthropophora

- Orchis anthropophora (L.) All., 1785 (sin. = Aceras anthropophorum)
- Orchis brancifortii  Biv., 1813
- Orchis italica Poir. in Lam., 1799 (Uomo nudo)
- Orchis mascula (L.) L., 1755 (Orchidea maschio, Orchidea comune)
  - Orchis mascula subsp. mascula (L.) L., 1755
  - Orchis mascula subsp. ichnusae Corrias, 1982
  - Orchis mascula subsp. olbiensis (Reut. ex Gren.) Asch. & Graebn., 1907 * [vedi nota 97]
  - Orchis mascula subsp. speciosa (Mutel) Hegi, 1909
- Orchis militaris L., 1753 (Orchidea militare, Giglio militare)
- Orchis pallens L., 1771 (Orchide pallida)
- Orchis patens Desf., 1799 (Orchidea palermitana)
- Orchis pauciflora Ten., 1811 (Orchidea mediterranea)
- Orchis provincialis  Balbis ex Lam. et DC., 1806,
- Orchis purpurea Hudson, 1762 (Orchide maggiore)
- Orchis quadripunctata Cirillo ex Ten., 1811
- Orchis simia Lam., 1779
- Orchis spitzelii Sauter ex Koch, 1837,

## Platanthera
- Platanthera algeriensis Batt. & Trab., 1892
- Platanthera bifolia (L.) Rich., 1817
- Platanthera chlorantha (Custer) Rchb., 1829

## Pseudorchis
- Pseudorchis albida (L.) Á. Löve & D. Löve, 1969

## Serapias
- Serapias bergonii E.G.Camus, 1908
- Serapias cordigera L., 1763

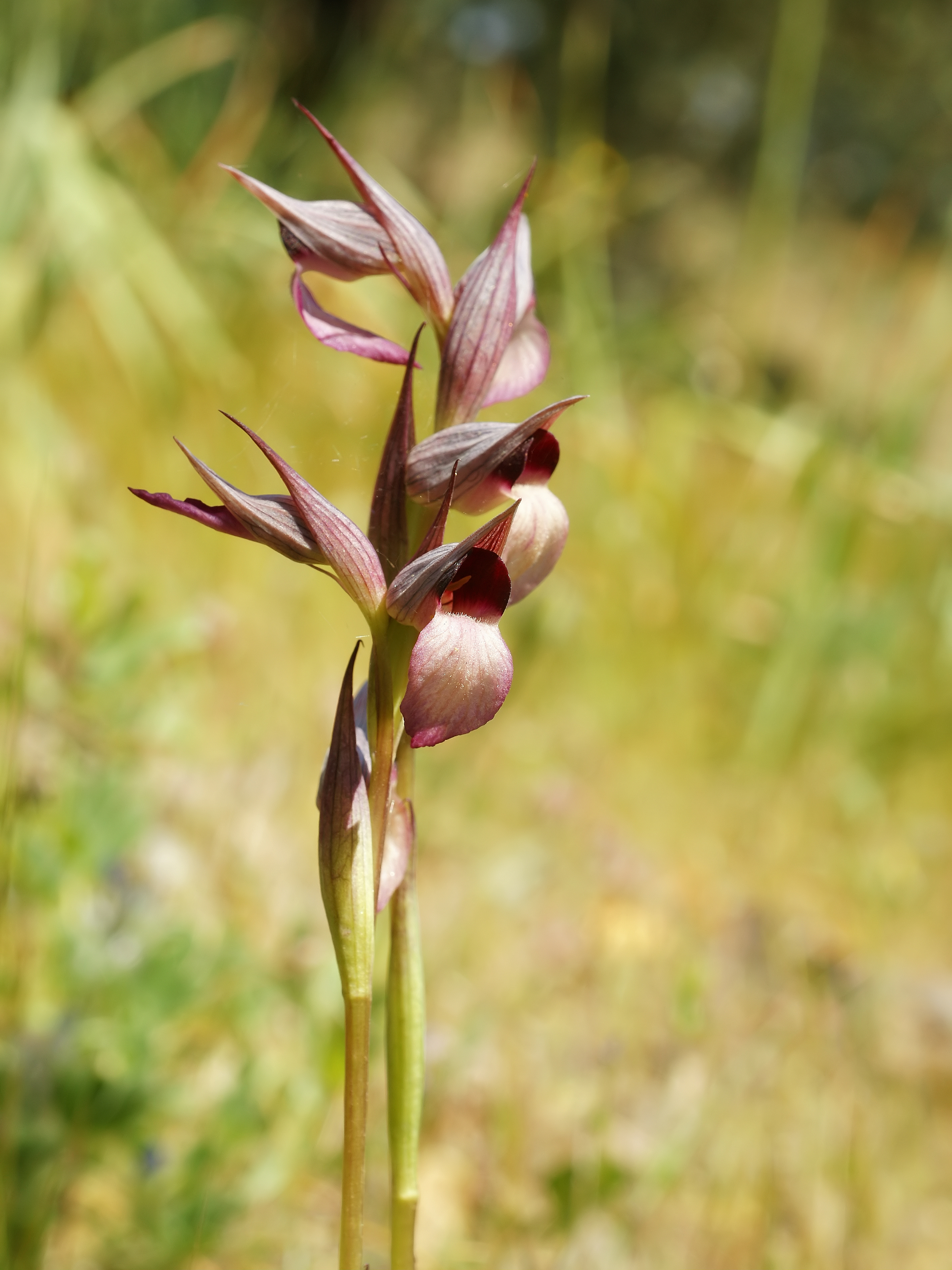
Serapias lingua

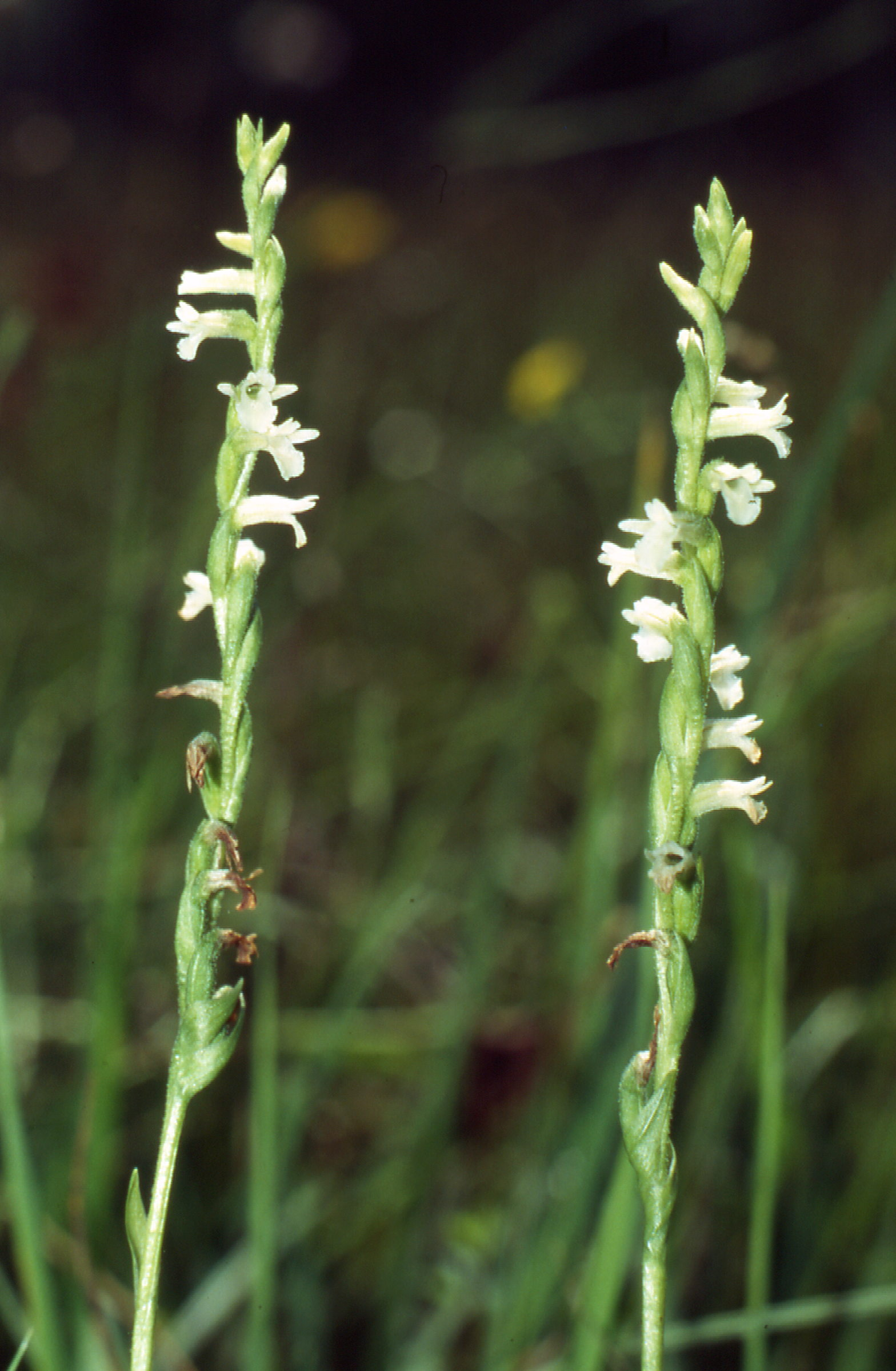
Spiranthes aestivalis

- Serapias cossyrensis B.Baumann & H.Baumann, 1999 * [vedi nota 98]
- Serapias lingua L., 1753
- Serapias neglecta De Not., 1844
- Serapias nurrica Corrias, 1982
- Serapias orientalis (Greuter) H.Baumann & Künkele, 1988 (sottospecie nominale non presente in Italia)
  - Serapias orientalis subsp. apulica H.Baumann & Künkele, 1989
  - Serapias orientalis subsp. siciliensis Bartolo & Pulv., 1993
- Serapias parviflora Parl., 1837
- Serapias politisii Renz, 1928
- Serapias strictiflora Weilwitsch ex Da Veiga, 1886 (sin.: Serapias gregaria Godfery)
- Serapias vomeracea  (Burm. f.) Briq., 1910
  - Serapias vomeracea subsp. vomeracea  (Burm. f.) Briq., 1910
  - Serapias vomeracea subsp. longipetala (Ten.) B.Baumann & H.Baumann, 1989

## Spiranthes
- Spiranthes aestivalis (Poir.) Rich.,1817
- Spiranthes spiralis (L.) Chevall.,1827

## Traunsteinera
- Traunsteinera globosa (L.) Rchb., 1842